# 日本日帰り手術推進機構
日本日帰り手術推進機構（にほんひがえりしゅじゅつすいしんきこう）は、東京都千代田区神田小川町に本部を置く、日帰り腹腔鏡手術の研究および普及を目的として設立された特定非営利活動法人（NPO法人）である。
本法人は、会員相互および関連する内外の学術団体と連携し、日帰り手術に関する知識や研究成果の共有を促進することを通じ、学術文化の発展と外科医療の向上を目指している。また、これらの活動を通じて国民の健康と福祉に寄与することを目的としている。

## 活動分野
- 保健・医療・福祉
- 社会教育
- 学術・文化・芸術・スポーツ
- 地域安全
- 子どもの健全育成
- 職能開発・雇用拡充
- NPO支援